# Spariolenus
Spariolenus là một chi nhện trong họ Sparassidae.